# Торрес Кадена, Хосе
Хосе Хоакин Торрес Кадена (исп. José Joaquín Torres Cadena; род. 15 июля 1952, Картаго, Валье-дель-Каука), также известный как Х. Х. Торрес — футбольный судья из Колумбии.
Торрес Кадена судил международные матчи ФИФА, включая чемпионат мира по футболу среди молодёжных команд 1989 и матчи в рамках летних Олимпийских игр 1992. Кроме того, он судил отборочные матчи чемпионата мира 1994 года.
Он наиболее известен как судья четырёх матчей в рамках чемпионата мира по футболу 1994 в США. Он судил матч первого тура между сборными Бельгии и Марокко, ещё один матч первого тура между сборными Ирландии и Норвегии, четвертьфинальный матч между сборными Германии и Болгарии и полуфинальный матч между сборными Бразилии и Швеции.